# Christina Rauscher
Christina Rauscher, född 1570, död 1618, var en tysk kvinna som anklagades för häxeri. 
Hon tillhörde en förmögen köpmansfamilj i Horb am Neckar. Hon åtalades för häxeri år 1604 och hölls under ett år i fängelse, dör hon utsattes för tortyr som framkallade ett missfall, utan att erkänna någonting. 
När hennes familj lyckades få henne frigiven år 1605, stämde hon stadens styrelse för rättsövergrepp och vann målet. Hon fick företräde för ärkehertig Maximilian Ernest av Österrike, som år 1609 utnämnde henne till oberoende regeringskommissionär ('Regierungskommissarin') med fullmakt att ingripa mot rättsövergrepp. Det fanns inget i lagen som förbjöd kvinnor att utnämnas till politiska poster, men det var ingenting som förekom, vilket gjorde hennes position unik. Hon använde sin fullmakt till att ingripa mot den pågående häxprocessen i grevedömet Hohenberg, som hon lyckades stoppa.  